# Station Wyszków Śląski
Station Wyszków Śląski is een spoorwegstation in de Poolse plaats Wyszków Śląski.